# Rubén Toribio Díaz
Rubén Toribio Díaz Rivas (ur. 17 kwietnia 1952 w Limie) – peruwiański piłkarz grający na pozycji lewego lub środkowego obrońcy.

## Kariera klubowa
Karierę piłkarską Díaz rozpoczął w klubie Defensor Arica. W 1967 roku zadebiutował w jego barwach w peruwiańskiej Primera División i stał się jego podstawowym zawodnikiem. W 1969 roku wywalczył z Defensorem wicemistrzostwo Peru. W 1972 roku odszedł do Municipalu Lima. Tam grał przez dwa sezony i następnie w 1974 roku odszedł do innego stołecznego klubu, Universitario Lima. W 1974 roku został z nim, po raz pierwszy w karierze, mistrzem kraju. W 1978 roku ponownie zmienił zespół i trafił do Sportingu Cristal Lima. W latach 1979, 1980 i 1983 trzykrotnie wywalczył mistrzostwo Peru. W 1988 roku przeszedł ze Sportingu Cristal do Municipalu Lima, a w latach 1990-1991 grał w KDT Internacional. W tym zespole zakończył karierę sportową.

## Kariera reprezentacyjna
W reprezentacji Peru Díaz zadebiutował 29 marca 1972 roku w zremisowanym 1:1 towarzyskim meczu z Kolumbią. W 1978 roku był w kadrze Peru na Mistrzostwach Świata w Argentynie. Wystąpił na nich w 4 spotkaniach: ze Szkocją (3:1), z Holandią (0:0), z Iranem (4:1) i z Brazylią (0:3). W 1982 roku został powołany przez selekcjonera Tima do kadry na Mistrzostwa Świata w Hiszpanii. Tam także był członkiem wyjściowej jedenastki i zagrał w 3 meczach: z Kamerunem (0:0), z Włochami (1:1) i z Polską (1:5). W swojej karierze zagrał także na Copa América 1975 (wywalczył wówczas mistrzostwo kontynentu), 1979 i 1983. Od 1972 do 1985 roku rozegrał w kadrze narodowej 89 meczów i strzelił 2 gole.